# 艾杜糖
艾杜糖是一种己糖，也就是含六个碳的单糖。因为有醛基，所以也是醛糖。艾杜糖不存在於自然界中，但它的糖醛酸，也就是艾杜糖醛酸，是一种非常重要的化合物，是黏多糖——硫酸皮肤素和硫酸乙酰肝素的组成部分。艾杜糖是用D-或L-甘油醛经过羟醛缩合制得。
艾杜糖是塔罗糖的C-3差向异构体。